# Maryse Bastié
Maryse Bastié född 27 februari 1898 i Limoges död 6 juli 1952 i Lyon, var en fransk flygare.
Hon föddes som Marie-Louise Bombec och växte upp i Limoges. När hon var 11 år avled hennes far och familjen fick slita hårt för att överleva. Hon fick arbete vid en skofabrik och delade med sig av sina inkomster till familjen. Hon träffade en man som hon gifte sig med och redan innan deras barn föddes separerade paret. Efter att hon gift om sig med en veteranpilot från första världskriget väcktes hennes intresse för flyg. Hon drömde om att själv en dag kunna flyga och äga ett eget flygplan. Hon lyckades avlägga examen för ett flygcertifikat. Trots att hennes man omkom i ett flyghaveri 1926 fortsatte hon utbildningen för att lära sig flyga konstflyg. Genom att medverka vid olika flyguppvisningar lyckades hon tjäna ihop pengar för att köpa en Caudron C.109 1927.
Under 1930-talet slog Bastié ett flertal distans- och hastighetsrekord för kvinnliga piloter. Hon genomförde en soloflygning över södra Atlanten på rekordtid som gav henne Harmon Trophy 1931. Hon startade en egen flygskola på Orly 1935 där hon utbildade elever i grundläggande och avancerad flygning.
Som flygare och kapten i det franska flygvapnet bokförde hon över 3 000 flygtimmar och hon utnämndes till kommendör i Legion of Honor. Efter att hon medverkat vid en konferens i Lyon havererade hennes flygplan i samband med starten varvid hon omkom. Franska postverket gav 1955 ut ett frimärke för att hedra hennes minne.